# Lake Havasu City
Lake Havasu City – miasto w Stanach Zjednoczonych, w stanie Arizona, położone nad rzeką Kolorado, której tama tworzy jezioro Havasu. Największe miasto w hrabstwie Mohave. W 2023 roku liczy 58,9 tys. mieszkańców. 

## Położenie
Jak sama nazwa wskazuje położone jest nad jeziorem Lake Havasu, które przyciąga wielu turystów – ok. 100 tysięcy w sezonie zimowym (tj. od listopada do końca stycznia), kiedy panuje tam temperatura w granicach 18-35 stopni Celsjusza.

## Historia
Lake Havasu City zostało założone w 1964 roku przez Roberta P. McCullocha. Jedną z atrakcji w Lake Havasu City jest London Bridge (użytkowany w Londynie w latach 1831–1967), kupiony za 2,5 miliona USD i przetransportowany tutaj w kawałkach w 1968 roku. Otwarty został w październiku 1971 roku.

## Geografia
Lake Havasu City jest położone na współrzędnych geograficznych 34°29′24″N, 114°18′32″W. Klimat jest ciepły i suchy. Dookoła Lake Havasu City rozciąga się pustynia z licznymi wzgórzami.

## Demografia
Według spisu z 2000 roku liczebność miasta wynosiła 41 938 ludzi w tym 17 911 domostw i 12 716 rodzin. Gęstość zaludnienia wynosiła ok. 376 os./km². Ze spisu wynikało, że 22,5% to osoby poniżej 18 roku życia, 5,7% między 18 a 24 rokiem życia, 21,6% od 25 do 44 roku życia, 27,7% od 45 do 6 roku życia, i 25,5% osób w wieku powyżej 65 lat.

## Edukacja
Edukacja w Lake Havasu City tworzy Lake Havasu Unified School District. Znajduje się tam 6 szkół podstawowych (Elementary Schools), 2 gimnazja (Middle Schools) i 2 licea (High School).